# ザ・アンコレス
ザ・アンコレス（The Anchoress、ジ・アンカレス、年齢不詳）は、イギリス出身の女性ミュージシャン、マルチプレイヤー、シンガーソングライター、作家として知られるキャサリン・アン・デイヴィス（Catherine Anne Davies）の芸名である。

## 略歴
ウェールズ生まれ。生後約2カ月でオーストラリアに移住し、4歳の頃から英国に戻って以降 イングランドのアイルズベリーで育った。
2013年に「ザ・アンコレス」としての活動を開始し、2016年1月、ポール・ドレイパー（マンサン）との共同プロデュースで、デビュー・アルバム『Confessions of a Romance Novelist』をリリースした。同年9月、雑誌Progが主催するプログレッシブ・ロック・アワードのLimelight（新人賞）を受賞。
2017年8月、ポール・ドレイパーのソロデビューアルバム『スプーキー・アクション』で5曲を共同作曲し、エンジニアリングに参加。同年、スコットランドのロックバンド「シンプル・マインズ」に加入し、キャサリン・AD名義で18thアルバム『Walk Between Worlds』にコーラスで参加している。
2018年、長年熱狂的なファンである事を公言してきたマニック・ストリート・プリーチャーズの13thアルバム『レジスタンス・イズ・フュータイル』（2018年4月13日発売）の収録曲「Dylan & Caitlin」で競演を果たし、英国ツアーにも参加することが発表されている。

## ディスコグラフィ

### アルバム
- Confessions of a Romance Novelist (2016年)
- The Art Of Losing (2021年)

### シングル / EP
- One for Sorrow (2014年) ※EP
- What Goes Around (2014年)
- Doesn't Kill You (2016年)
- You And Only You (2016年) ※EP
- Popular (2016年)
- Fend For Yourself (2017年) ※パイナップル・シーフとの共作